# Ökölvívás az 1992. évi nyári olimpiai játékokon
Az 1992. évi nyári olimpiai játékokon az ökölvívásban 12 súlycsoportban avattak olimpiai bajnokot. A küzdelmek egyenes kieséses rendszerben zajlottak, és mindkét elődöntő vesztese bronzérmet kapott. A legtechnikásabb ökölvívónak kiosztott Val Barker-díjat a kubai Roberto Balado kapta.

## Eseménynaptár
| S | Selejtezők | N | Nyolcaddöntők | ¼ | Negyeddöntők | ½ | Elődöntők | D | Döntő |

| Nap →           | 26 | 27 | 28 | 29 | 30 | 31 | 1 | 2 | 3 | 4 | 5 | 6 | 7 | 8 | 9 |
| Versenyszám ↓   | 26 | 27 | 28 | 29 | 30 | 31 | 1 | 2 | 3 | 4 | 5 | 6 | 7 | 8 | 9 |
| --------------- | -- | -- | -- | -- | -- | -- | - | - | - | - | - | - | - | - | - |
| Papírsúly       | S  |    |    |    |    |    | N |   | ¼ |   |   | ½ |   | D |   |
| Légsúly         |    | S  |    |    |    |    |   | N |   | ¼ |   |   | ½ |   | D |
| Harmatsúly      |    |    | S  |    |    |    | N |   | ¼ |   |   | ½ |   | D |   |
| Pehelysúly      |    |    |    | S  |    |    |   | N |   | ¼ |   |   | ½ |   | D |
| Könnyűsúly      |    |    |    |    | S  |    | N |   | ¼ |   |   | ½ |   | D |   |
| Kisváltósúly    |    |    |    |    | S  |    |   | N |   | ¼ |   |   | ½ |   | D |
| Váltósúly       | S  |    |    |    |    |    | N |   | ¼ |   |   | ½ |   | D |   |
| Nagyváltósúly   |    | S  |    |    |    |    |   | N |   | ¼ |   |   | ½ |   | D |
| Középsúly       |    |    | S  |    |    | N  |   |   | ¼ |   |   | ½ |   | D |   |
| Félnehézsúly    |    |    |    | S  |    | N  |   |   |   | ¼ |   |   | ½ |   | D |
| Nehézsúly       |    |    | S  |    |    | N  |   |   | ¼ |   |   | ½ |   | D |   |
| Szupernehézsúly |    | S  |    |    |    | N  |   |   |   | ¼ |   |   | ½ |   | D |

## Éremtáblázat
(Magyarország és a rendező ország sportolói eltérő háttérszínnel, az egyes számoszlopok legmagasabb értéke vagy értékei vastagítással kiemelve.)
| Az 1992. évi nyári olimpiai játékok éremtáblázata ökölvívásban | Az 1992. évi nyári olimpiai játékok éremtáblázata ökölvívásban | Az 1992. évi nyári olimpiai játékok éremtáblázata ökölvívásban | Az 1992. évi nyári olimpiai játékok éremtáblázata ökölvívásban | Az 1992. évi nyári olimpiai játékok éremtáblázata ökölvívásban | Olimpia  |
| -------------------------------------------------------------- | -------------------------------------------------------------- | -------------------------------------------------------------- | -------------------------------------------------------------- | -------------------------------------------------------------- | -------- |
|                                                                | Ország                                                         | Arany                                                          | Ezüst                                                          | Bronz                                                          | Összesen |
| 1.                                                             | Kuba (CUB)                                                     | 7                                                              | 2                                                              | 0                                                              | 9        |
| 2.                                                             | Németország (GER)                                              | 2                                                              | 1                                                              | 1                                                              | 4        |
| 3.                                                             | Egyesült Államok (USA)                                         | 1                                                              | 1                                                              | 1                                                              | 3        |
| 4.                                                             | Írország (IRL)                                                 | 1                                                              | 1                                                              | 0                                                              | 2        |
| 5.                                                             | Észak-Korea (PRK)                                              | 1                                                              | 0                                                              | 1                                                              | 2        |
|                                                                |                                                                |                                                                |                                                                |                                                                |          |
| 6.                                                             | Nigéria (NGR)                                                  | 0                                                              | 2                                                              | 0                                                              | 2        |
| 7.                                                             | Bulgária (BUL)                                                 | 0                                                              | 1                                                              | 1                                                              | 2        |
| 7.                                                             | Egyesített Csapat (EUN)                                        | 0                                                              | 1                                                              | 1                                                              | 2        |
| 7.                                                             | Hollandia (NED)                                                | 0                                                              | 1                                                              | 1                                                              | 2        |
| 7.                                                             | Kanada (CAN)                                                   | 0                                                              | 1                                                              | 1                                                              | 2        |
| 11.                                                            | Spanyolország (ESP)                                            | 0                                                              | 1                                                              | 0                                                              | 1        |
|                                                                |                                                                |                                                                |                                                                |                                                                |          |
| 12.                                                            | Magyarország (HUN)                                             | 0                                                              | 0                                                              | 3                                                              | 3        |
| 13.                                                            | Dél-Korea (KOR)                                                | 0                                                              | 0                                                              | 2                                                              | 2        |
| 14.                                                            | Algéria (ALG)                                                  | 0                                                              | 0                                                              | 1                                                              | 1        |
| 14.                                                            | Dánia (DEN)                                                    | 0                                                              | 0                                                              | 1                                                              | 1        |
| 14.                                                            | Finnország (FIN)                                               | 0                                                              | 0                                                              | 1                                                              | 1        |
| 14.                                                            | Fülöp-szigetek (PHI)                                           | 0                                                              | 0                                                              | 1                                                              | 1        |
| 14.                                                            | Lengyelország (POL)                                            | 0                                                              | 0                                                              | 1                                                              | 1        |
| 14.                                                            | Marokkó (MAR)                                                  | 0                                                              | 0                                                              | 1                                                              | 1        |
| 14.                                                            | Mongólia (MGL)                                                 | 0                                                              | 0                                                              | 1                                                              | 1        |
| 14.                                                            | Nagy-Britannia (GBR)                                           | 0                                                              | 0                                                              | 1                                                              | 1        |
| 14.                                                            | Puerto Rico (PUR)                                              | 0                                                              | 0                                                              | 1                                                              | 1        |
| 14.                                                            | Románia (ROU)                                                  | 0                                                              | 0                                                              | 1                                                              | 1        |
| 14.                                                            | Thaiföld (THA)                                                 | 0                                                              | 0                                                              | 1                                                              | 1        |
| 14.                                                            | Új-Zéland (NZL)                                                | 0                                                              | 0                                                              | 1                                                              | 1        |
|                                                                |                                                                |                                                                |                                                                |                                                                |          |
| Összesen                                                       | Összesen                                                       | 12                                                             | 12                                                             | 24                                                             | 48       |

## Érmesek
| Az 1992. évi nyári olimpiai játékok érmesei ökölvívásban |                                                  |                                                  |                                                  |
| Versenyszám                                              | Arany                                            | Ezüst                                            | Bronz                                            |
| Papírsúly                                                | Rogelio Marcelo · Kuba (CUB)                     | Daniel Petrov · Bulgária (BUL)                   | Roel Velasco · Fülöp-szigetek (PHI)              |
| Papírsúly                                                | Rogelio Marcelo · Kuba (CUB)                     | Daniel Petrov · Bulgária (BUL)                   | Jan Quast · Németország (GER)                    |
| Légsúly                                                  | Cshö Csholszu (Choi Chol-su) · Észak-Korea (PRK) | Raúl González · Kuba (CUB)                       | Tim Austin · Egyesült Államok (USA)              |
| Légsúly                                                  | Cshö Csholszu (Choi Chol-su) · Észak-Korea (PRK) | Raúl González · Kuba (CUB)                       | Kovács István · Magyarország (HUN)               |
| Harmatsúly                                               | Joel Casamayor · Kuba (CUB)                      | Wayne McCullough · Írország (IRL)                | Ri Gvangsik (Li Gwang-Sik) · Észak-Korea (PRK)   |
| Harmatsúly                                               | Joel Casamayor · Kuba (CUB)                      | Wayne McCullough · Írország (IRL)                | Mohamed Achik · Marokkó (MAR)                    |
| Pehelysúly                                               | Andreas Tews · Németország (GER)                 | Faustino Reyes · Spanyolország (ESP)             | Hoszin Szoltáni · Algéria (ALG)                  |
| Pehelysúly                                               | Andreas Tews · Németország (GER)                 | Faustino Reyes · Spanyolország (ESP)             | Ramaz Paliani · Egyesített Csapat (EUN)          |
| Könnyűsúly                                               | Oscar De La Hoya · Egyesült Államok (USA)        | Marco Rudolph · Németország (GER)                | Namjilyn Bayarsaikhan · Mongólia (MGL)           |
| Könnyűsúly                                               | Oscar De La Hoya · Egyesült Államok (USA)        | Marco Rudolph · Németország (GER)                | Hong Szongsik (Hong Seong-sik) · Dél-Korea (KOR) |
| Kisváltósúly                                             | Héctor Vinent · Kuba (CUB)                       | Mark Leduc · Kanada (CAN)                        | Jyri Kjäll · Finnország (FIN)                    |
| Kisváltósúly                                             | Héctor Vinent · Kuba (CUB)                       | Mark Leduc · Kanada (CAN)                        | Leonard Doroftei · Románia (ROU)                 |
| Váltósúly                                                | Michael Carruth · Írország (IRL)                 | Juan Hernández · Kuba (CUB)                      | Arkhom Chenglai · Thaiföld (THA)                 |
| Váltósúly                                                | Michael Carruth · Írország (IRL)                 | Juan Hernández · Kuba (CUB)                      | Anibál Acevedo · Puerto Rico (PUR)               |
| Nagyváltósúly                                            | Juan Carlos Lemus · Kuba (CUB)                   | Orhan Delibas · Hollandia (NED)                  | Mizsei György · Magyarország (HUN)               |
| Nagyváltósúly                                            | Juan Carlos Lemus · Kuba (CUB)                   | Orhan Delibas · Hollandia (NED)                  | Robin Reid · Nagy-Britannia (GBR)                |
| Középsúly                                                | Ariel Hernández · Kuba (CUB)                     | Chris Byrd · Egyesült Államok (USA)              | Chris Johnson · Kanada (CAN)                     |
| Középsúly                                                | Ariel Hernández · Kuba (CUB)                     | Chris Byrd · Egyesült Államok (USA)              | I Szungbe (Lee Seung-Bae) · Dél-Korea (KOR)      |
| Félnehézsúly                                             | Torsten May · Németország (GER)                  | Rosztiszlav Zaulicsnij · Egyesített Csapat (EUN) | Béres Zoltán · Magyarország (HUN)                |
| Félnehézsúly                                             | Torsten May · Németország (GER)                  | Rosztiszlav Zaulicsnij · Egyesített Csapat (EUN) | Wojciech Bartnik · Lengyelország (POL)           |
| Nehézsúly                                                | Félix Savón · Kuba (CUB)                         | David Izonritei · Nigéria (NGR)                  | Arnold Vanderlyde · Hollandia (NED)              |
| Nehézsúly                                                | Félix Savón · Kuba (CUB)                         | David Izonritei · Nigéria (NGR)                  | David Tua · Új-Zéland (NZL)                      |
| Szupernehézsúly                                          | Roberto Balado · Kuba (CUB)                      | Richard Igbineghu · Nigéria (NGR)                | Brian Nielsen · Dánia (DEN)                      |
| Szupernehézsúly                                          | Roberto Balado · Kuba (CUB)                      | Richard Igbineghu · Nigéria (NGR)                | Szvilen Ruszinov · Bulgária (BUL)                |